# Rhapsody of the Seas
O Rhapsody of the Seas é um navio de cruzeiro, destinado a cruzeiros operado pela companhia norte-americana Royal Caribbean International.